# Тихоокеанська війна
Тихоокеа́нська війна́ (ісп. Guerra del Pacífico) — збройний конфлікт між Чилі і коаліцією Перу і Болівії в 1879-1884 роках. Внаслідок цієї війни до Чилі були приєднані частини території Перу і Болівії; Болівія втратила вихід до моря.
Велика Британія у війні підтримувала Чилі, а США підтримували Болівію і Перу.

## Передісторія і причини
Війна була викликана прагненням Чилі захопити родовища селітри в перуанській і болівійської частинах пустелі Атакама, які належали Чилійській селітряній компанії.

## Хід військових дій
У лютому 1879 року війська Чилі напали на Болівію. Перу, що мало з Болівією договір про взаємодопомогу, вступило у війну в квітні того ж року. Пануючи на морі, чилійці до кінця року окупували болівійське узбережжя і перуанську провінцію Тарапака. Болівія фактично вийшла з війни. У квітні 1880 року чилійці блокували головний порт Перу — Кальяо, в січні 1881 заволоділи столицею Перу — Лімою. Велика Британія, яка отримала монопольне право вивезення селітри, підтримувала Чилі. США обіцяли підтримку іншій стороні.

## Закінчення війни та її підсумки

У липні 1883 року чилійці завдали ще дві поразки перуанцям, і 12 червня уряд Перу був змушений підписати договір про передачу Чилі провінції Тарапака. За результатами перемир'я, укладеного між Чилі і Болівією 4 квітня 1884 в Вальпараїсо, остання позбавлялася області Антофагаста і, відповідно, виходу до моря. На згадку про цю втрату на військово-морському прапорі Болівії, що застосовується тепер тільки на річковому флоті, залишилася велика зірка.